# Музеи Бурятии
В 2007 году в Республике Бурятия действовало 5 государственных, 19 муниципальных, более ста поселенческих и школьных музеев.
В 2015 году музеи Бурятии провели 174 выставки. Республиканские и муниципальные музеи посетили 470 тысяч человек.

## История

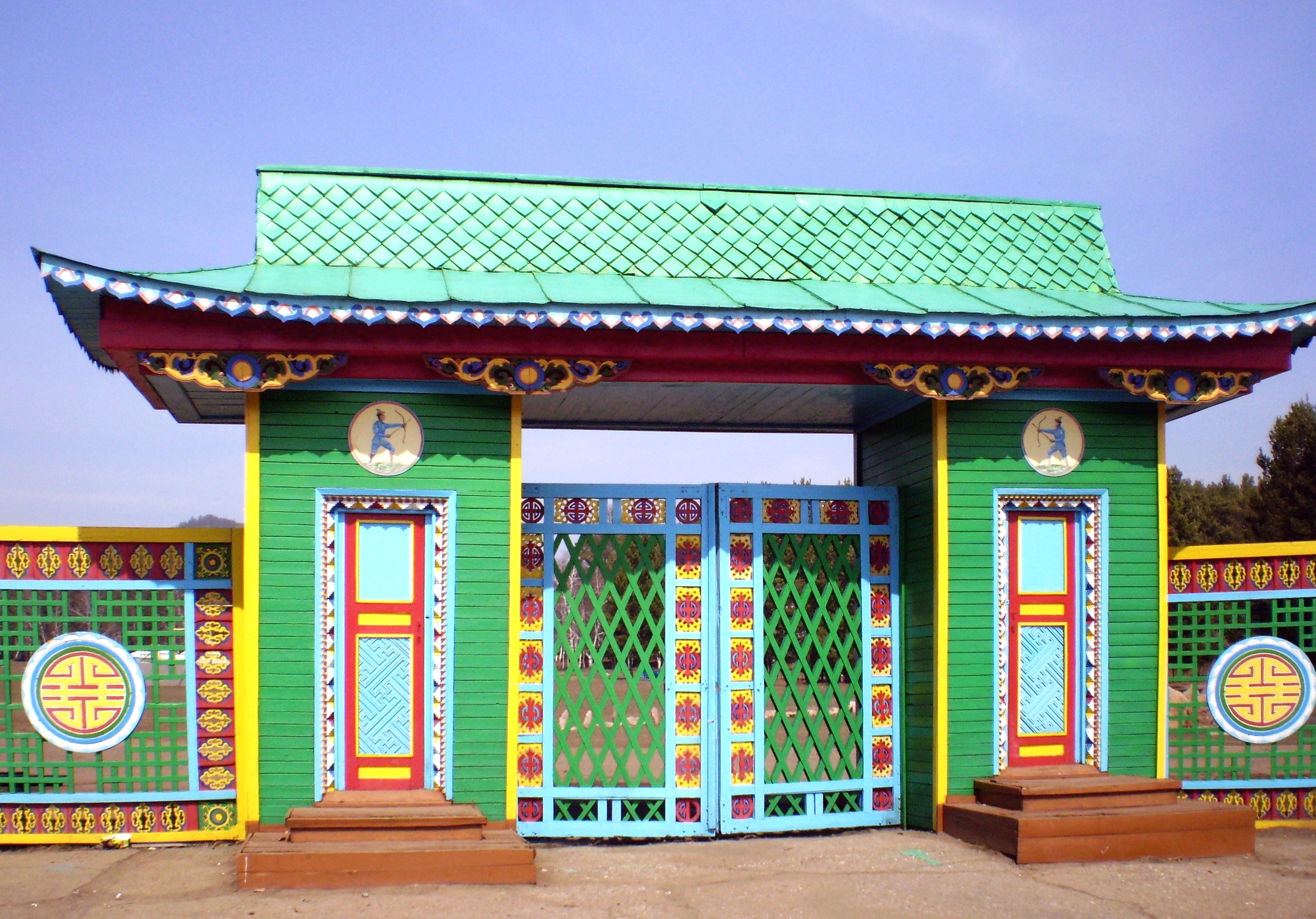
Этнографический музей народов Забайкалья

1 января 1890 года был создан Кяхтинский краеведческий музей — старейший музей Бурятии.
9 мая 1919 года в Верхнеудинске состоялось первое заседание Общества изучения Прибайкалья, при котором был создан музей – ныне Музей истории Бурятии им. М. Н. Хангалова. Одним из первых поступлений музея были настенные часы декабриста Н. А. Бестужева, которые он собрал во время каторги в Петровском заводе.
В 1921 году в здании бывшего Реального училища открылся Прибайкальский областной музей. 
В 1923 году постановлением Бурятского революционного комитета под председательством М. Н. Ербанова музей был реорганизован в Бурят-Монгольский национальный музей (Верхнеудинский краеведческий музей). В настоящее время — здание Музея истории Бурятии им. М. Н. Хангалова по улице Профсоюзной, 29.
В 2011 году путем слияния трех музеев: Музея  истории им. М.Н. Хангалова, Художественного музея им. Ц.С.Сампилова и Музея природы Бурятии был создан Национальный музей Республики Бурятия, к которому в 2013 году был присоединен Новоселенгинский музей декабристов.
Село Большой Куналей В 2016 году внесено в Путеводитель самых красивых деревень России, в 2018 году получило статус «Самая красивая деревня России».

## Город Улан-Удэ

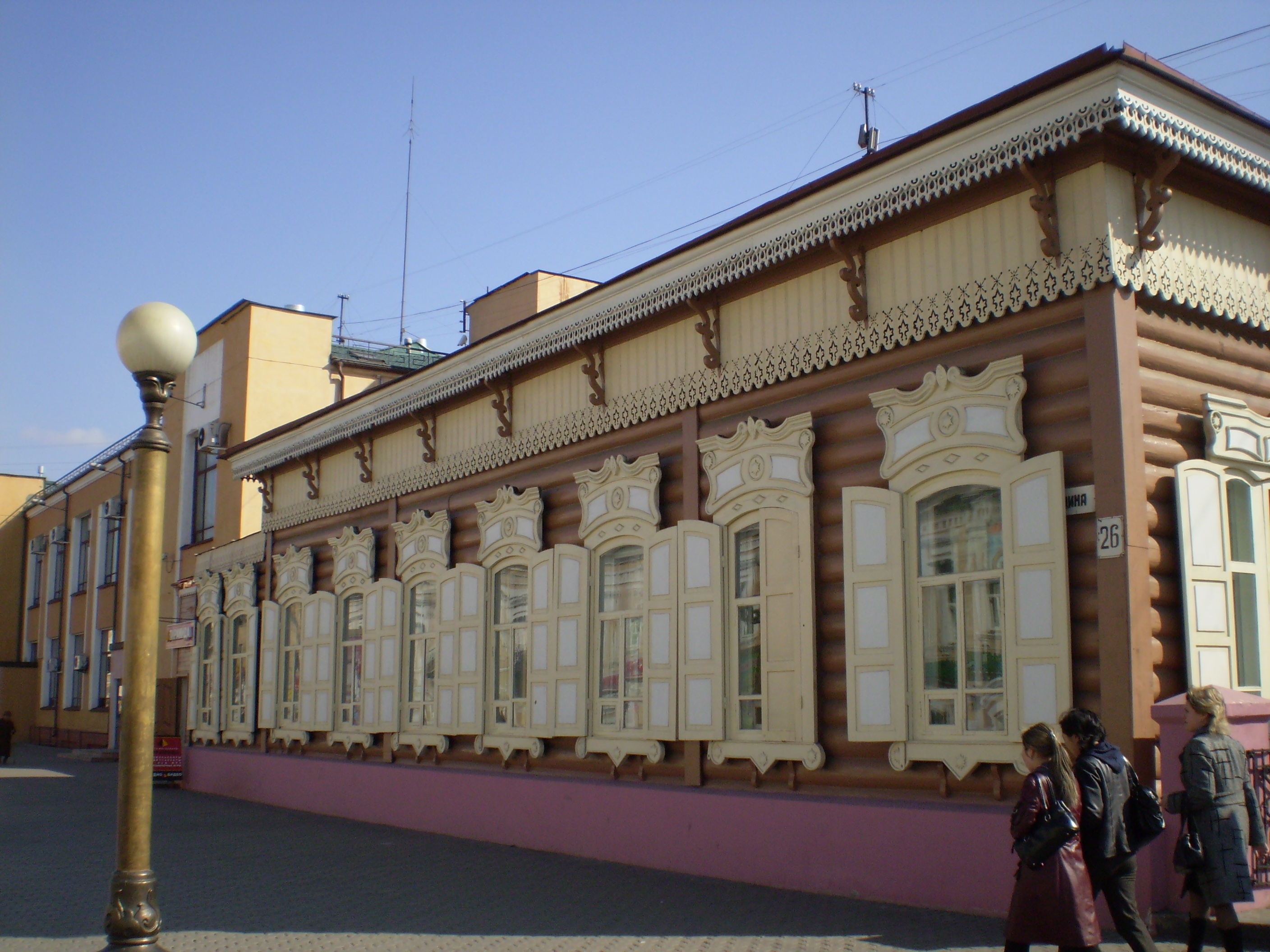
Музей истории города Улан-Удэ

- Художественный музей им. Сампилова. Создан в 1944 году в Улан-Удэ.
- Геологический музей. Открыт 18 июля 1960 года Бурятским геологическим управлением. (ул. Ленина, 57).
- Этнографический музей народов Забайкалья. Открылся в 1973 году.
- Музей природы Бурятии (ул. Ленина, 46). Начал работу 12 июля 1983 года, создан на базе отдела природы Верхнеудинского краеведческого музея.
- Музей истории города Улан-Удэ.[6].
- Музей связи.
- Музей Бурятского научного центра СО РАН.
- Музей литературы и искусства Бурятии имени Хоца Намсараева.
- Музей СССР — частный музей, ул. Куйбышева 19. Открылся 7 августа 2022 года[7].

## Баргузинский район
- Историко-краеведческий музей Баргузинской средней общеобразовательной школы.
- Мемориальный музей им. Гомбо Цыдынжапова в селе Улюкчикан. Открыт в 1988 году.
- Историко-краеведческий музей в селе Баянгол.

## Баунтовский район

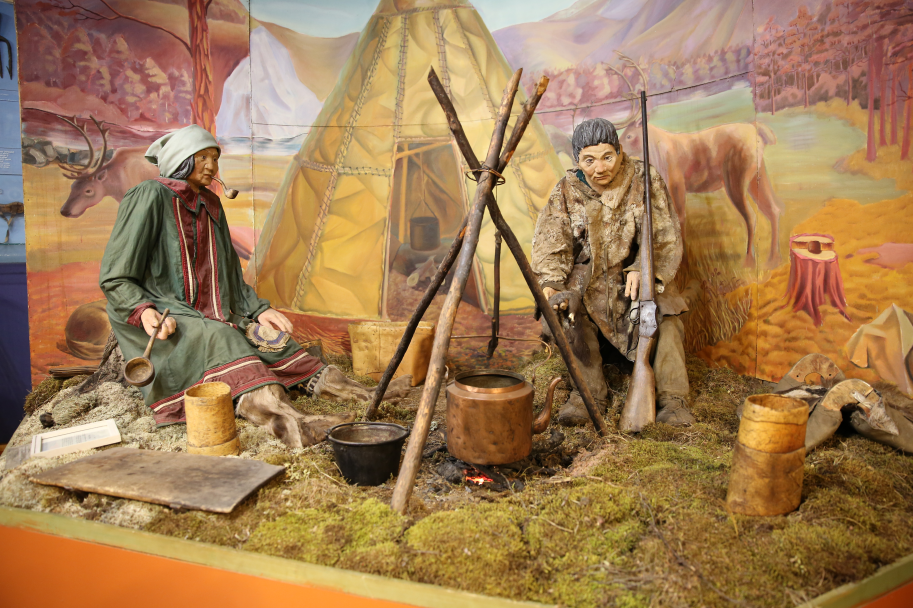
Музей народов Севера

- Музей народов Севера Бурятии им. А.Г. Позднякова, посёлок Багдарин. Основан в 1981 году. В музее собрана этнографическая эвенкийская коллекция, палеонтологическая коллекция, материалы о развитии золотодобывающей промышленности. Кроме выставочного зала работает павильон «Эвенкийское стойбище», площадка культовых обрядов эвенков. Экспозиционная площадь музея — 431,5 кв.м., его основной фонд составляет свыше 1500 экспонатов. Средняя посещаемость за год — 2500—3000 человек.
- Геологический музей – филиал Музея народов севера Бурятии.

## Бичурский район
- Бичурский историко-краеведческий музей. Основан в 1965 году в селе Бичура. В музее собраны материалы о заселении Забайкалья семейскими.
- Краеведческие музеи в сёлах района: Елань, Малый Куналей, Верхний Мангиртуй, Гочит, Поселье, Ара-Киреть, Харлун.

## Джидинский район

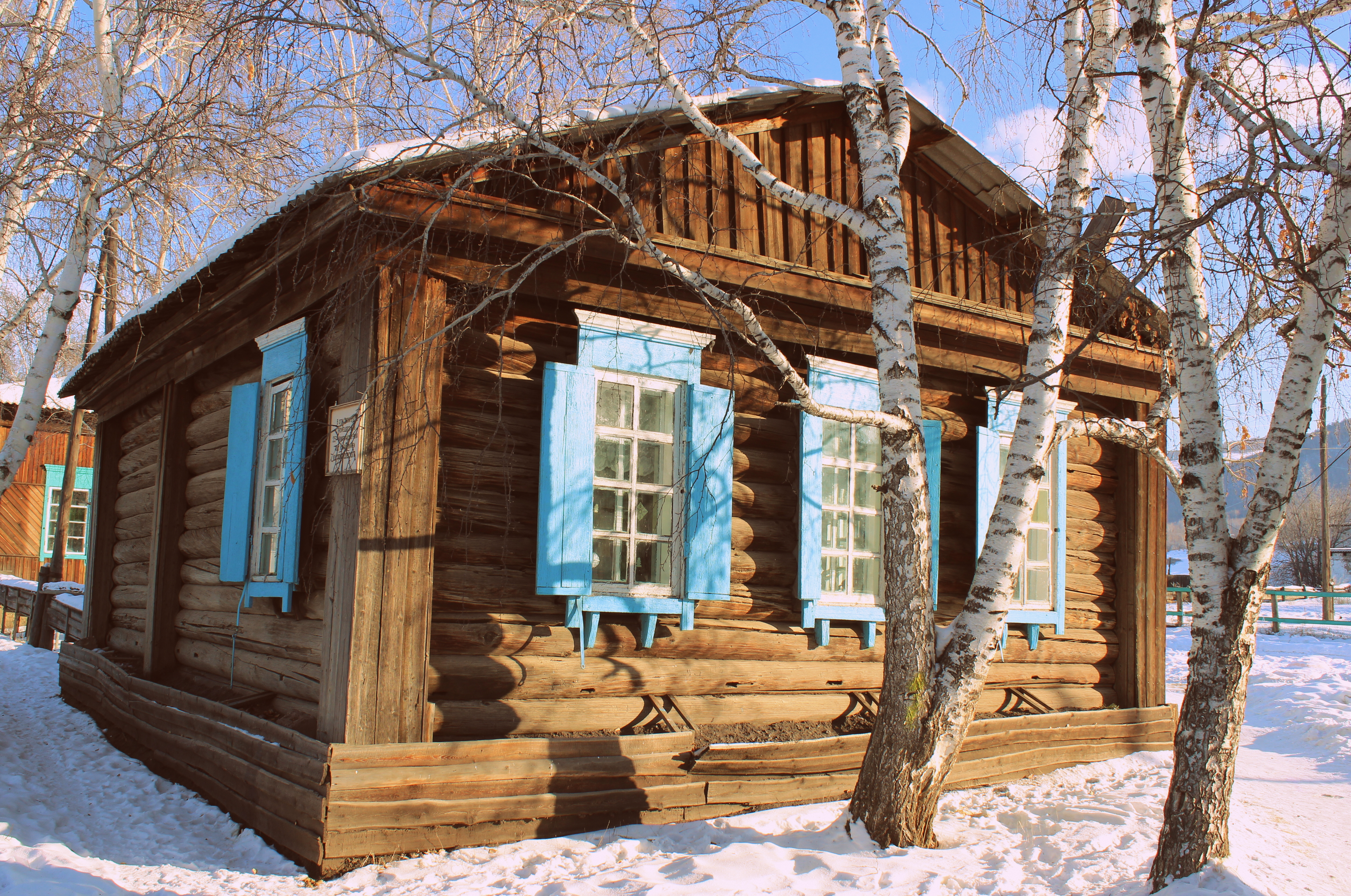
Желтуринский музей имени Маршала Рокоссовского.

- Гэгэтуйский школьный краеведческий музей.
- Джидинская картинная народная галерея. Основана в 1987 году в селе Петропавловка. Коллекция картин сформирована Союзом художников Бурятской АССР.
- Желтуринский музей имени Маршала СССР К. К. Рокоссовского.
- Желтуринский музей казачьей культуры.
- Зарубинский школьный краеведческий музей.
- Цагатуйский школьный краеведческий музей.

## Еравнинский район
- Картинная галерея имени Ц. С. Сампилова, село Сосново-Озёрское. Основана в 1974 году как дом-музей Ц. С. Сампилова. В 1991 году дом-музей переимёнован в картинную галерею. Коллекция картин Ц. С. Сампилова.
- Ульдургинский народный музей. Основан в 1965 году. В музее собраны археологические, этнографические, исторические, культовые коллекции.
- Краеведческий музей в селе Поперечное. Основан в 1995 году.
- Эгитуйский школьный музей. Основан в 1973 году. Расположен в доме купца Цыгальницкого, вывезенного из села Поперечное.

## Заиграевский район

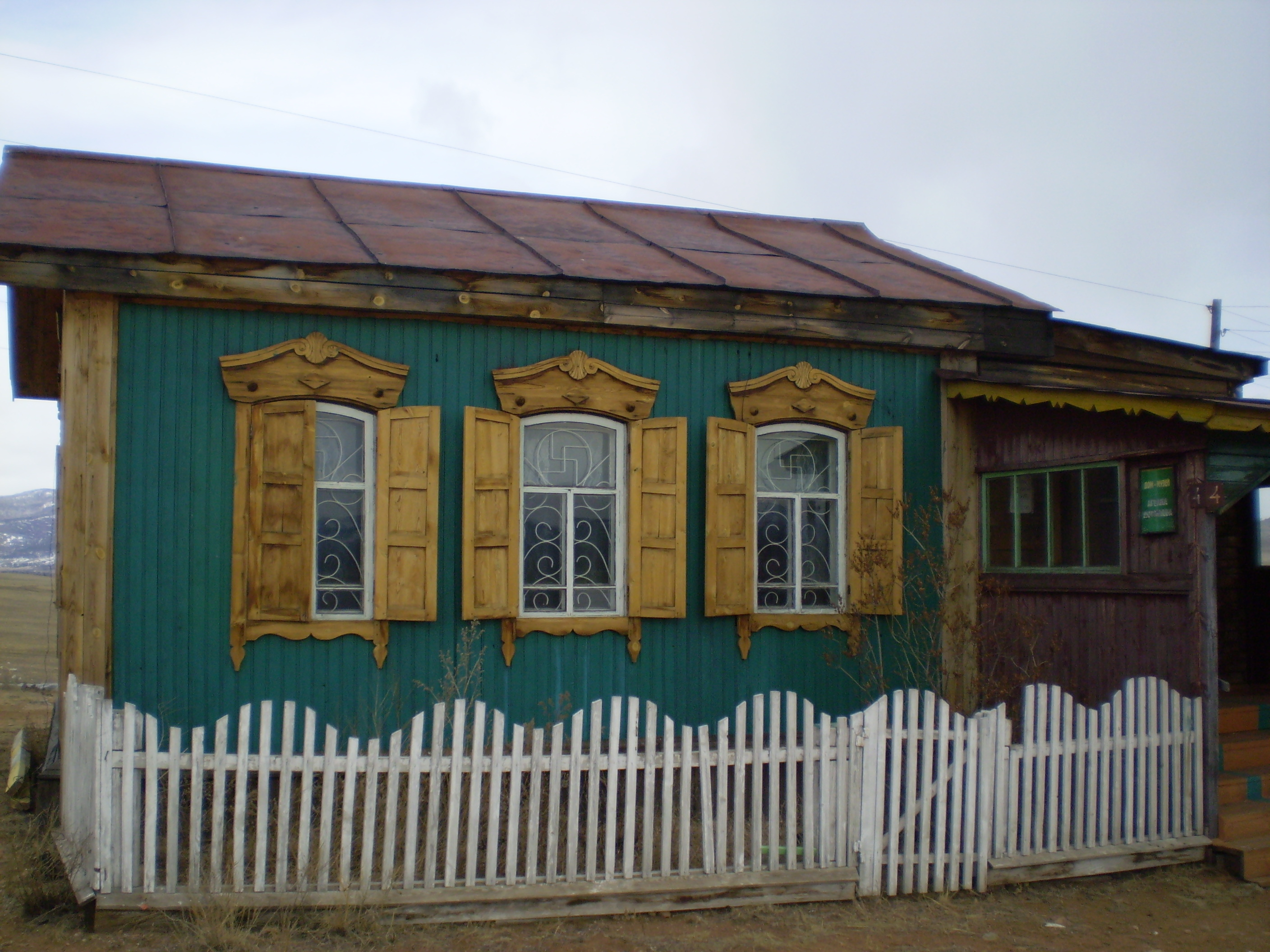
Дом-музей Агвана Доржиева

- Онохойский поселковый музей. Основан в 1900 году в посёлке Онохой, восстановлен в 1998 году.
- Историко-краеведческий школьный музей станции Горхон. Основан в 2000 году.
- Историко-краеведческий музей Новоильинского агротехнического лицея. Основан в 1976 году. В музее представлены несколько экспозиций: «Литература и искусство Бурятии», «Природа Бурятии».
- Музей школы села Унэгэтэй. Основан в 1979 году.
- Музей школы села Старая Курба. Основан в 2002 году.
- Дом-музей Агвана Доржиева. Создан в 1999 году по распоряжению Правительства Республики Бурятия. Имеет статус государственного республиканского музея. Располагается в доме, в котором жил Агван Доржиев. В музее собраны личные вещи и документы А. Доржиева, материалы по истории распространения тибетской медицины в Бурятии.

## Закаменский район
- Улекчинский музей бурятского казачества. Основан в 1987 году. В музее собраны фотографии, документы, награды бурятских казаков, участников гражданской и Великой Отечественной войн. В музее хранится редкий экземпляр «Сокровенного сказания монголов» на старомонгольском языке.
- Краеведческий музей села Улентуй. Основан в 1999 году. В музее собрана этнографическая коллекция.
- Историко-краеведческий музей Районной гимназии, г. Закаменск. В музее собраны картины бурятских художников, археологическая коллекция горных пород.
- Музей «Мастера-умельцы» Бургуйской средней школы. Основан 9 мая 2000 года. В музее собрана этнографическая коллекция, буддийские ритуально-обрядовые предметы.
- Музей Мылинской средней школы. Основан 12 марта 1998 года. В музее представлена значительная коллекция минералов, нумизматическая коллекция российских, китайских, монгольских монет XVIII – XIX веков, этнографическая коллекция.
- Енгорбойский Эколого-краеведческий музей. Основан в 1967 году. В музее собрана археологическая коллекция: кости вымерших животных, различная домашняя утварь.
- Историко-краеведческий музей школы села Санага. Основан в 1979 году. В музее собраны археологическая и палеонтологическая коллекция, этнографическая коллекция, женские украшения из серебра, книги, монеты.
- Музей Цакирской средней школы-интерната. Основан 6 декабря 2000 года. В музее представлены этнографические и нумизматические коллекции, документы и фотографии.
- Историко-краеведческий музей школы села Михайловка. В музее представлены картины художника Ц. Ц. Найданова.
- Краеведческий музей «Образование Закамны». Основан в 2003 году в Закаменске. В музее собраны документы и экспонаты советского периода.
- Историко-краеведческий музей им. П. Е. Щетинкина в селе Дутулур. Основан в 1976 году. В музее собрана археологическая коллекция, культовые предметы.
- Краеведческий музей Дабатуйской средней школы. Основан 22 января 1997 года.

## Кабанский район

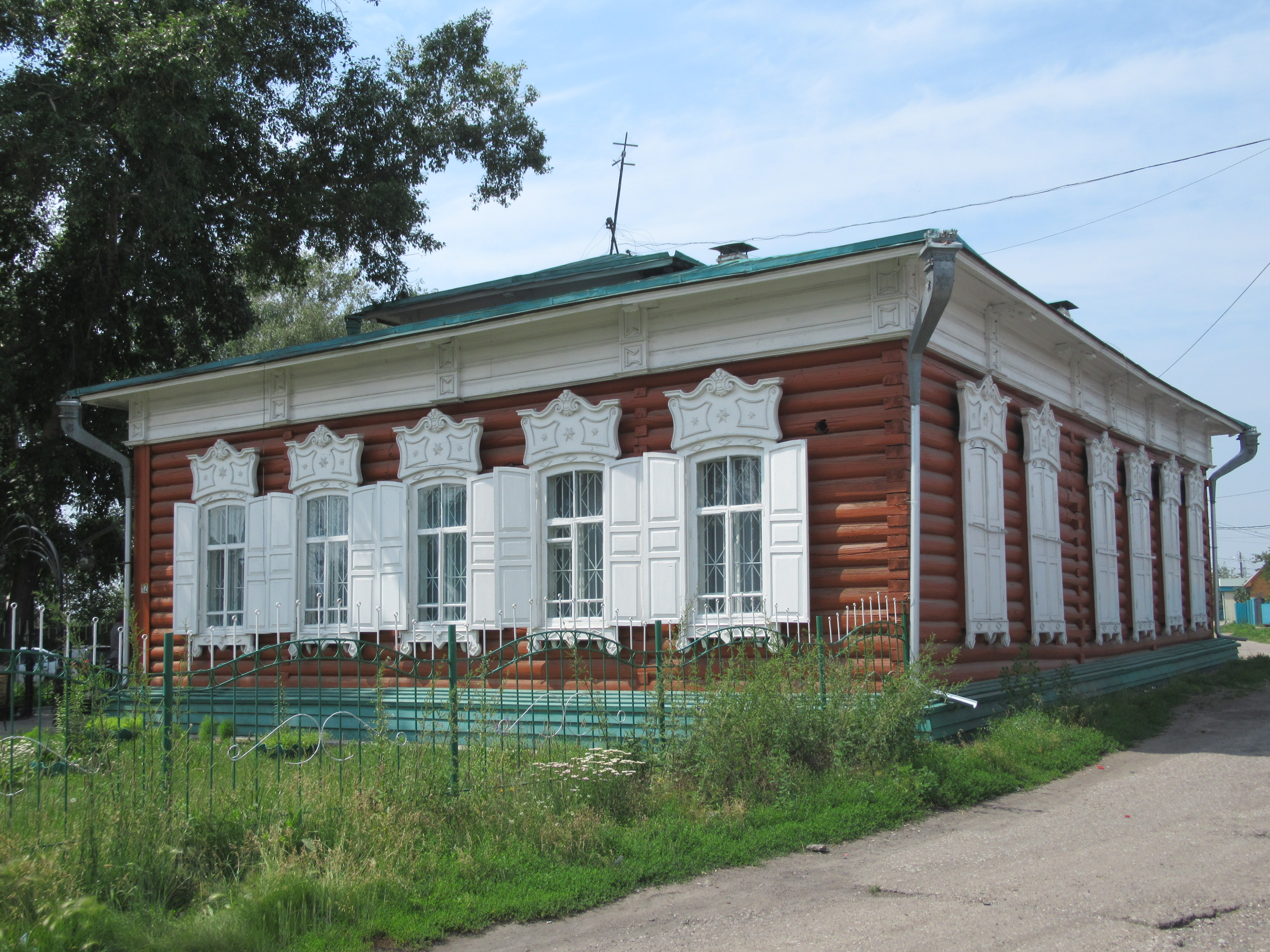
Кабанский краеведческий музей

- Кабанский районный краеведческий музей им. М. А. Лукьянова. Основан в 1997 году. Музей организует экскурсионно-туристические маршруты по побережью Байкала «Тайны Байкала».
- Музей И. В. Бабушкина, станция Мысовая.
- Музей «Омулёвый Байкал», село Сухая.
- Музей Боевой славы средней школы в селе Оймур.
- Краеведческий музей средней школы в селе Оймур.

## Курумканский район
- Курумканский краеведческий музей. Открыт 17 марта 1975 года в селе Курумкан. В музее собраны материалы по археологии, этнографии, истории и природе района.

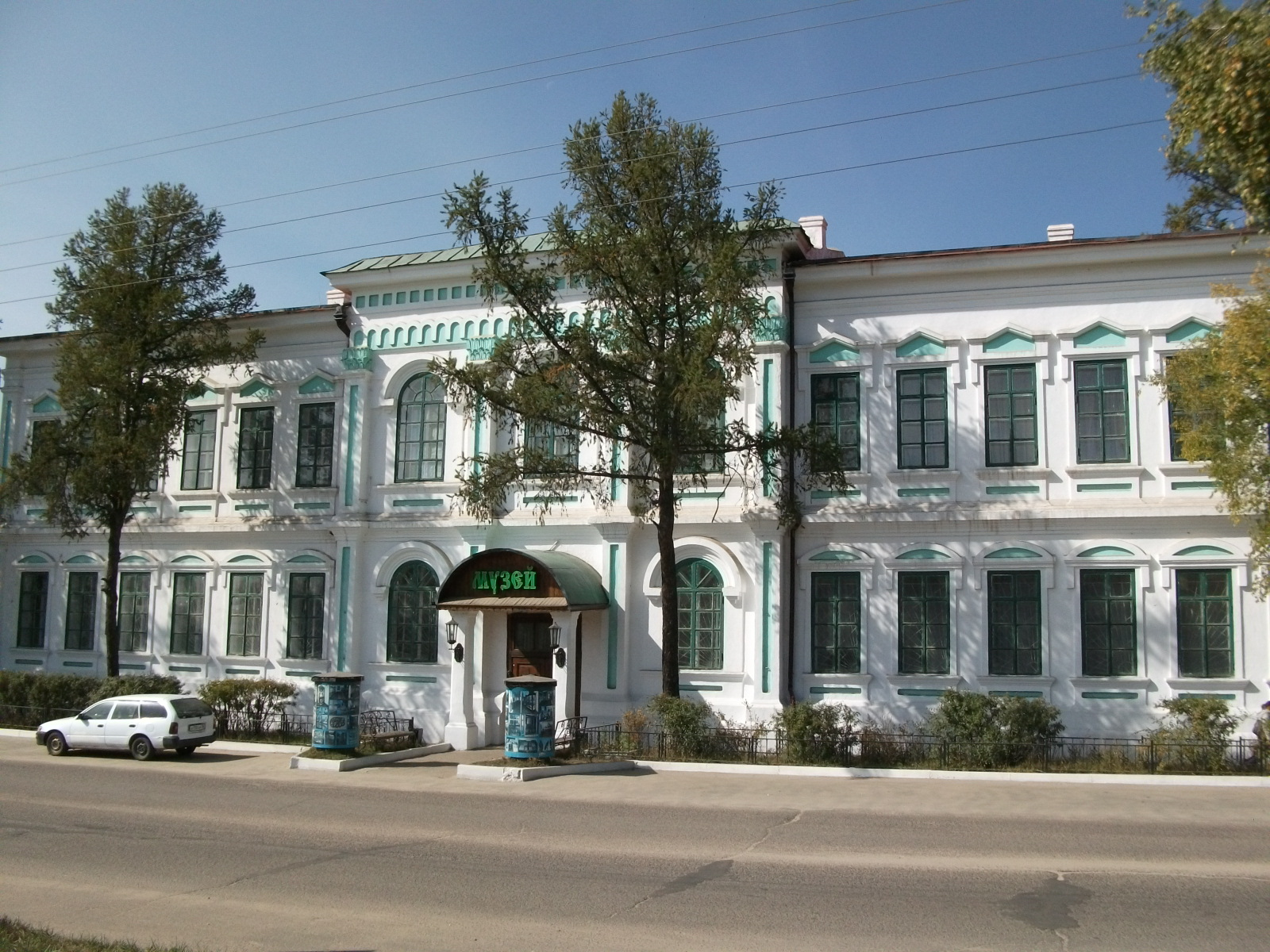
Кяхтинский краеведческий музей

## Кяхтинский район
- Краеведческий музей им. академика В. А. Обручева. Один из старейших музеев Забайкалья.
- Мемориальный Дом-музей I съезда Монгольской народно-революционной партии в г. Кяхта.
- Мемориальный Дом-музей «Конспиративная квартира» Сухэ-Батора в г. Кяхта.

## Мухоршибирский район

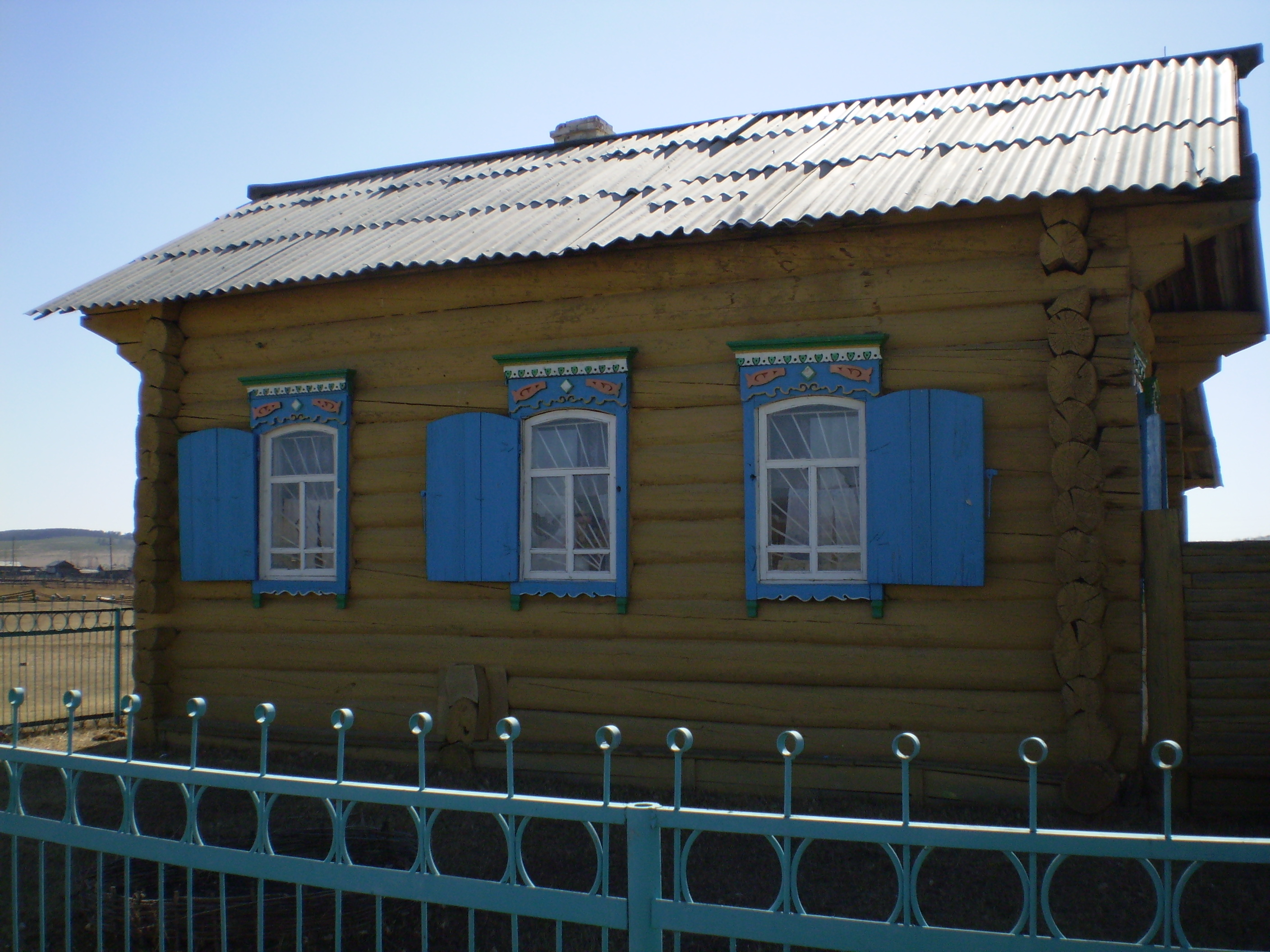
Дом-музей Исая Калашникова

- Дом-музей И. К. Калашникова в селе Шаралдай.
- Музей Хонхолойской средней школы «История нашего села». Основан в 1978 году. В музее собраны костюмы семейских, домашняя утварь, коллекции по археологии и палеонтологии.
- Подлопатинский школьный историко-краеведческий музей. Основан в 1967 году.
- Историко-краеведческий музей Никольской средней школы. Основан в 1963 году.

## Окинский район
- Окинский краеведческий музей «Культура сойотов».

## Северобайкальск
- Музей истории Байкало-Амурской магистрали в городе Северобайкальск. Основан в 1981 году.
- Северобайкальская художественная картинная галерея в городе Северобайкальск.

## Селенгинский район

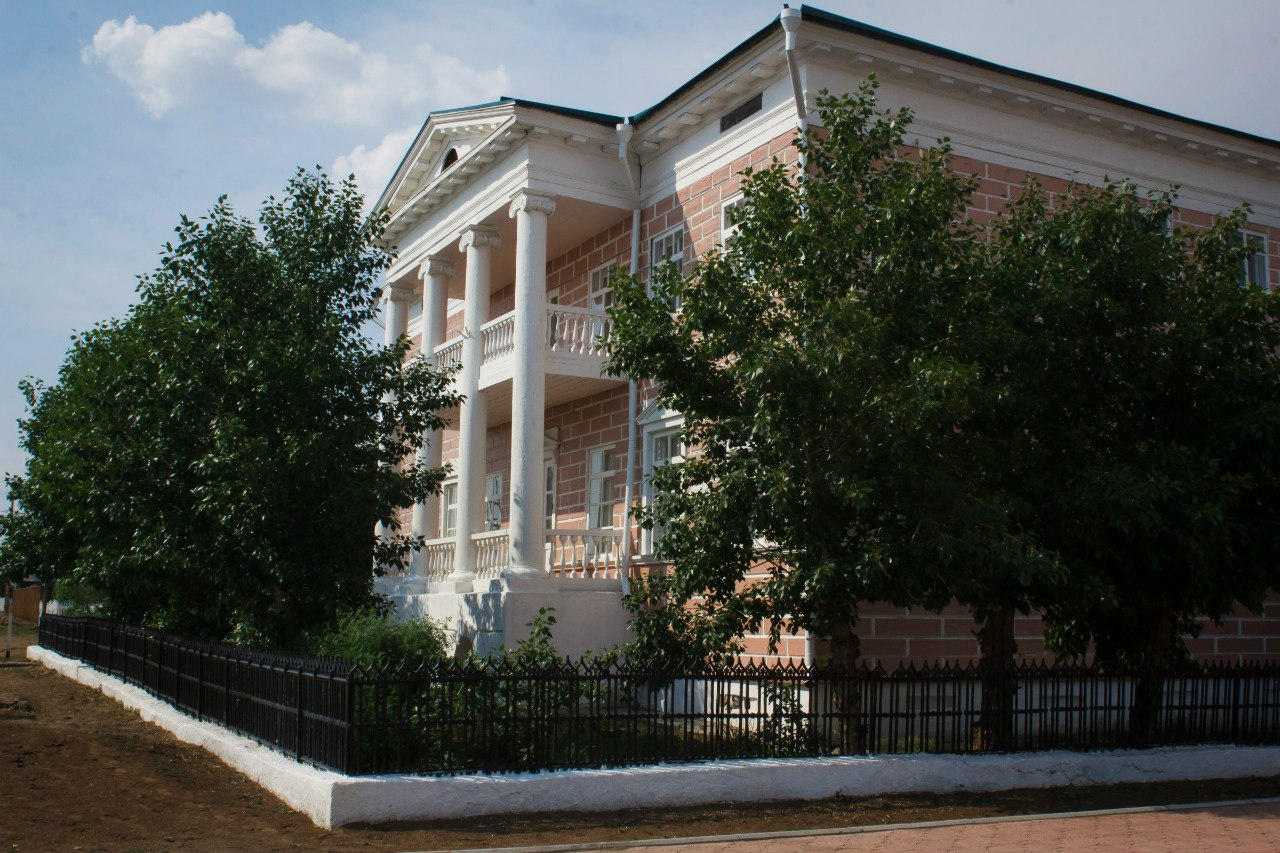
Музей декабристов в Новоселенгинске

- Музей декабристов в посёлке Новоселенгинск. Открыт 24 декабря 1975 года. Основная часть экспозиции посвящена пребыванию К. П. Торсона, братьев Николая и Михаила Бестужевых в Селенгинске.
- Таширская библиотека-музей. Основана в 2001 году в улусе (селе) Ташир, расположенном на старом Удунгинском тракте – бывшем Чайном пути.
- Музей города Гусиноозёрск.
- Историко-краеведческий музей Гусиноозёрской гимназии.

## Тарабагатайский район
- Тарбагатайский народный музей «Элементы семейской старины». основан в 1982 году в селе Тарбагатай.
- Церковно-археологический музей. Открыт в 2006 году в селе Тарбагатай. В музее собрана большая коллекция старообрядческой культуры.
- Большекуналейский этнографический, краеведческий школьный музей. Основан в 1976 году в селе Большой Куналей.
- Верхнежиримский историко-краеведческий музей. Основан в 1973 году в селе Верхний Жирим.
- Куйтунский школьный музей «Музей родного края». Основан 10 октября 1984 года в селе Куйтун.
- Нижнесаянтуйский историко-краеведческий школьный музей «Родничок». Основан 20 октября 1984 года в селе Нижний Саянтуй.

## Тункинский район
- Музей курорта Аршан
- Частный дом-музей корнепластики в посёлке Аршан. Основан в 2005 году. Коллекция — более пятисот экспонатов.
- Музей-юрта в Хойто-Голе.

## Хоринский район
- Хоринский народный историко-краеведческий музей. Основан в 1977 году. Экспозиция музея посвящена истории хоринских родов.
- Музей-усадьба села Хасурта. Представлена типичная усадьба старообрядца XIX века. В музее представлена материальная культура старообрядцев.
- Школьный краеведческий музей села Хасурта. В музее собрана этнографическая и краеведческая коллекция, иконы, предметы советского периода.
- Музей Степи в селе Барун-Хасурта. Основан в 2003 году.
- Историко-краеведческий музей села Тэгда.